# داون وورد دوج
داون وورد دوج (بالإنجليزية: Downward Dog)‏ مسلسل كوميدي أمريكي بُث على قناة (أي بي سي: abc). في سبتمبر 2015، أمرت أيه بي سي بإنتاج حلقة تجريبية لهذه السلسلة، والتي كانت مقتبسة من سلسلة على الإنترنت من إنتاج أنيمال ميديا غروب. وتم تصوير المسلسل في بيتسبرغ، بنسيلفانيا.

## ملخص
المسلسل يتحدث عن مغامرات مارتن، كلب فيلسوف، يعيش مع مالكته نان.

## روابط اضافية
الموقع الرسمي
- داون وورد دوج على موقع IMDb (الإنجليزية)
- داون وورد دوج على موقع ميتاكريتيك (الإنجليزية)
- داون وورد دوج على موقع روتن توميتوز (الإنجليزية)
- داون وورد دوج على موقع كينوبويسك (الروسية)
- داون وورد دوج على موقع ألو سيني (الفرنسية)
- داون وورد دوج على موقع قاعدة بيانات الفيلم (الإنجليزية)

‌